# Christian W. Jansson
Carl Christian Westin Jansson, född 20 september 1949 i Stockholm, är en svensk företagsledare och donator.

## Utbildning och studieengagemang
Jonsson är utbildad vid Lunds universitet där han blev civilekonom 1971. Under Lundakarnevalen 1978 tillhörde Jansson karnevalskommittén tillsammans med bland annat Stellan Sundahl, Kryddan Peterson och Julius Malmström.

## Som företagsledare
Jansson var 1992-1997 VD för (och sedermera delägare i) postorderföretaget Ellos. Efter att ha sålt detta tog han en fyra års paus från arbete och var "hemmapappa" tills han 2002 tog vad som ursprungligen var avsett att vara ett kortare uppdrag som VD för KappAhl där han sedan blivit kvar och med tiden även inträtt som huvudägare. Som sådan har han vänt KappAhl från förlustsiffror till expansion. Receptet bakom detta har han i en intervju förklarat vara att upphöra med att försöka ligga i modets framkant utan i stället satsa på kollektioner som kunderna upplever som trygga.
Vid sidan om KappAhl är Jansson delägare och styrelseledamot i kuverttillverkaren Bong samt styrelseordförande i Apoteket AB. Han är också styrelseordförande i branschorganisationen Svensk Handel.
Han slutade som VD i december 2011 men är nu ordförande i styrelsen.

## Donator
Jansson donerade 2006 en summa om 25 miljoner kronor till Lunds universitet för inrättandet av en permanent professur i retorik. 

## Utmärkelser
- Ledamot av Vetenskapssocieteten i Lund (LVSL, 2020)[3]
- Ekonomie hedersdoktor vid Lunds universitet (Ek.dr. h.c. 2010)
- Näsa avgjuten som nummer 136 i Akademiska föreningens Nasotek (2007)